# Rasm Abed
Rasm Abed (tiếng Ả Rập: رسم عابد) là một ngôi làng Syria nằm ở Abu al-Duhur Nahiyah ở huyện Idlib, Idlib. Theo Cục Thống kê Trung ương Syria (CBS), Rasm Abed có dân số 1372 trong cuộc điều tra dân số năm 2004.